# Качаев, Николай Николаевич
Николай Николаевич Качаев (26 января 1926—2010) — передовик советского сельского хозяйства, тракторист совхоза «Заветы Ильича» Канского района Красноярского края, Герой Социалистического Труда (1973).

## Биография
Родился в 1926 году в селе Бражное, Канского района Сибирского края в семье крестьянина. Русский
После завершения обучения в средней школе и курсов механизатора, в 1941 году трудоустроился работать трактористом Большеуринской МТС. Николай Качаев бережно обрабатывал поля совхоза "Заветы Ильича", нарабатывал мастерство.
В 1950 году по итогам восьмой пятилетки был награждён орденом Трудового Красного Знамени.
Участвовал в социалистических соревнованиях. Становился "Лучшим трактористом Канского района 1971 года", "Лучшим пахарем Красноярского края" и дважды в 1973 и 1974 году "Лучшим по профессии".
Указом Президиума Верховного Совета СССР от 11 декабря 1973 года за особые заслуги в развитии сельского хозяйства Николаю Николаевичу Качаеву было присвоено звание Героя Социалистического Труда с вручением ордена Ленина и медали «Серп и Молот».
В 1981 году на тракторе К-701 за один сезон Качаев сумел вспахать 1783 гектара пашни и занял первое место в Красноярском крае. Был признан "Лучшим гвардейцем пахоты Красноярского края". 
Проживал в родном селе Бражное. Умер в 2010 году.

## Награды
- золотая звезда «Серп и Молот» (11.12.1973)
- Орден Ленина (11.12.1973)
- Два ордена Трудового Красного Знамени (30.05.1950, 08.04.1971)
- другие медали.